# Festival Internacional de Cinema de Sant Sebastià 1999
La 47 edició del Festival Internacional de Cinema de Sant Sebastià va tenir lloc entre el 16 i el 25 de setembre de 2000. A la gala d'inauguració hi van assistir el lehendakari Ibarretxe i l'alcalde Odón Elorza i fou presentada per Juan Diego Botto i Edurne Ormazabal, es va fer un petit homenatge a Pedro Almodóvar i fou projectada Mumford. L'entrega de la Conquilla de Plata a l'actriu Aitana Sánchez-Gijón fou rebuda amb xiulets.

## Jurat
- Bertrand Tavernier (França), director de cinema (president del jurat).
- Anna Galiena (Itàlia), actriu.
- Marion Hensel (Bèlgica), directora de cinema, productor, guionista.
- Gerardo Herrero (Espanya), director de cinema, productor.
- Dušan Makavejev (Iugoslàvia), director de cinema.
- Mark Shivas (Regne Unit), productor.

## Pel·lícules en competició
| Pel·lícula                 | Director                     | País                        |
| -------------------------- | ---------------------------- | --------------------------- |
| C'est quoi la vie ?        | François Dupeyron            | França                      |
| Jaime                      | Antonio-Pedro Vasconcelos    | Brasil, Portugal, Luxemburg |
| Mumford                    | Lawrence Kasdan              | Estats Units                |
| Sota el sol                | Colin Nutley                 | Suècia                      |
| Un mapa del món            | George Francis Scott Elliott | Estats Units                |
| Nichts als die Wahrheit    | Roland Suso Richter          | Alemanya                    |
| Soft fruit                 | Christina Andreef            | Austràlia, Estats Units     |
| Orfeu                      | Carlos Diegues               | Brasil                      |
| La lengua de las mariposas | José Luis Cuerda Martínez    | Espanya                     |
| Cuando vuelvas a mi lado   | Gracia Querejeta             | Espanya                     |
| Miss Julie                 | Mike Figgis                  | Estats Units                |
| Rooban-e Ghermez           | Ebrahim Hatamikia            | Iran                        |
| La maladie de Sachs        | Michel Deville               | França                      |
| Xǐ zǎo                     | Zhang Yang                   | R.P. de la Xina             |
| Volavérunt                 | Bigas Luna                   | Espanya                     |
| The Crossing               | Nora Hoppe                   | Bèlgica                     |
| The Raven... Nevermore     | Tinieblas González           | Espanya                     |

## Palmarès

### Secció oficial
- Conquilla d'Or: C'est quoi la vie ?, de François Dupeyron
- Premi Especial del Jurat: Jaime, de Antonio-Pedro Vasconcelos
- Conquilla de Plata al millor director: Michel Deville per La maladie de Sachs i Zhang Yang per Xǐ zǎo
- Conquilla de Plata a la millor actriu: Aitana Sánchez-Gijón per Volavérunt
- Conquilla de Plata al millor actor: Jacques Dufilho per C'est quoi la vie ?
- Premi del jurat a la millor fotografia: Alfredo Mayo per Cuando vuelvas a mi lado
- Premi del jurat al millor guió: Michel Deville, Rosalinde Deville per La maladie de Sachs

### Altres premis
- Premi FIPRESCI: Soft fruit de Christina Andreef
- Premi a la carrera: Anjelica Huston, Fernando Fernán Gómez i Vanessa Redgrave